# Leptodirina
Sous-tribu
Leptodirina est une sous-tribu de coléoptères de la famille des Leiodidae comprenant de nombreux genres.

## Liste des genres
Selon Tree of Life Web Project (Tolweb) et Fauna Europaea :
- Adelopidius
- Albanodirus
- Antrosedes
- Apholeuonus
- Astagobius
- Balcanobius
- Bathyscimorphus
- Bathysciopsis
- Beroniella
- Bulgariella
- Ceuthmonocharis
- Charonites
- Elladoherpon
- Genestiellina
- Haplotropidius
- Icharonia
- Katobatizon
- Laneyriella
- Leonhardia
- Leptodirus
- Leptostagus
- Parapropus
- Petkovskiella
- Pholeuonella
- Pholeuonidius
- Protobracharthron
- Radziella
- Roubaliella
- Setnikia
- Spelaeodromus
- Spelaites
- Speoplanes